# Benjamin Church
Benjamin Church (Newport, Rhode Island, 1734. augusztus 24. – 1776) az Amerikai Egyesült Államok hadseregének első főorvosa (Surgeon General), az Amerikai függetlenségi háború főorvosa 1775. július 27-től 1775. október 17-ig.  Church forradalmi hűségét kétségbe vonták és megfosztották tisztjétől, a nép előtt meghurcolták az ellenséggel való szövetkezés vádja miatt.